# Уитото

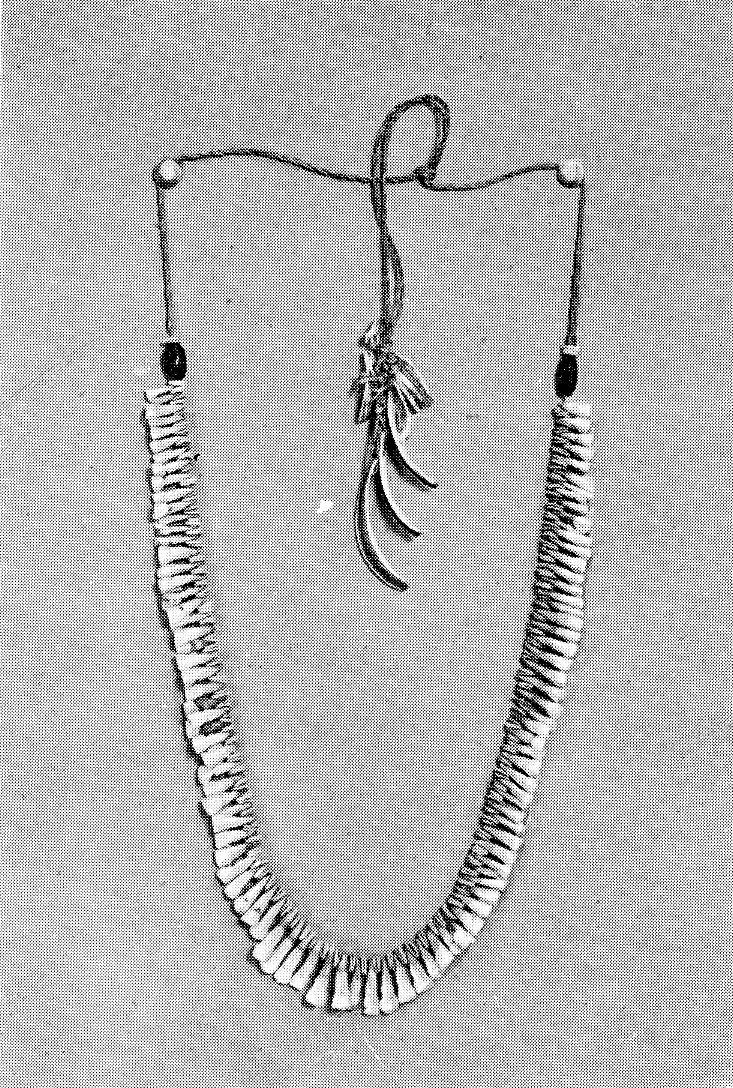

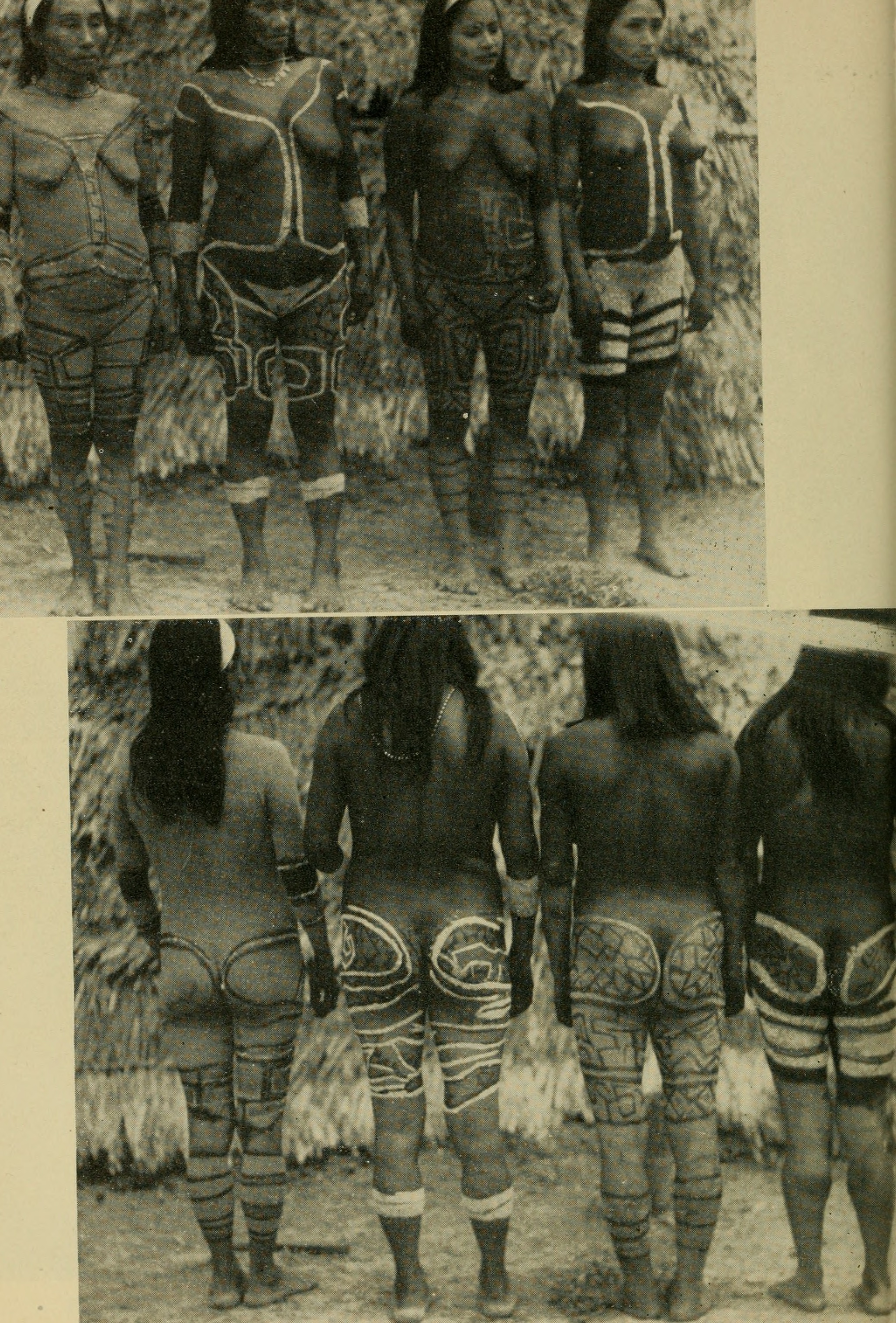
Витото: женский боди-арт

Уито́то (или витото) — индейский народ группы уитото, обитающий в тропических лесах Колумбии (междуречье рек Какета и Путумайо) и Перу.

## Культура
Основные традиционные занятия — подсечно-огневое ручное земледелие (горький маниок, батат, ананас и др.), в меньшей степени охота, рыболовство и собирательство. Для традиционной социально-политической организации характерны независимые общины во главе с наследственными вождями и низкий уровень социальной стратификации. Брачное поселение — патрилокальное. Для традиционной духовной культуры характерны представление о малоке (общинном жилище) как модели мира, танцы в масках, ритуальный каннибализм. В настоящее время христианизированы (католики).

## История

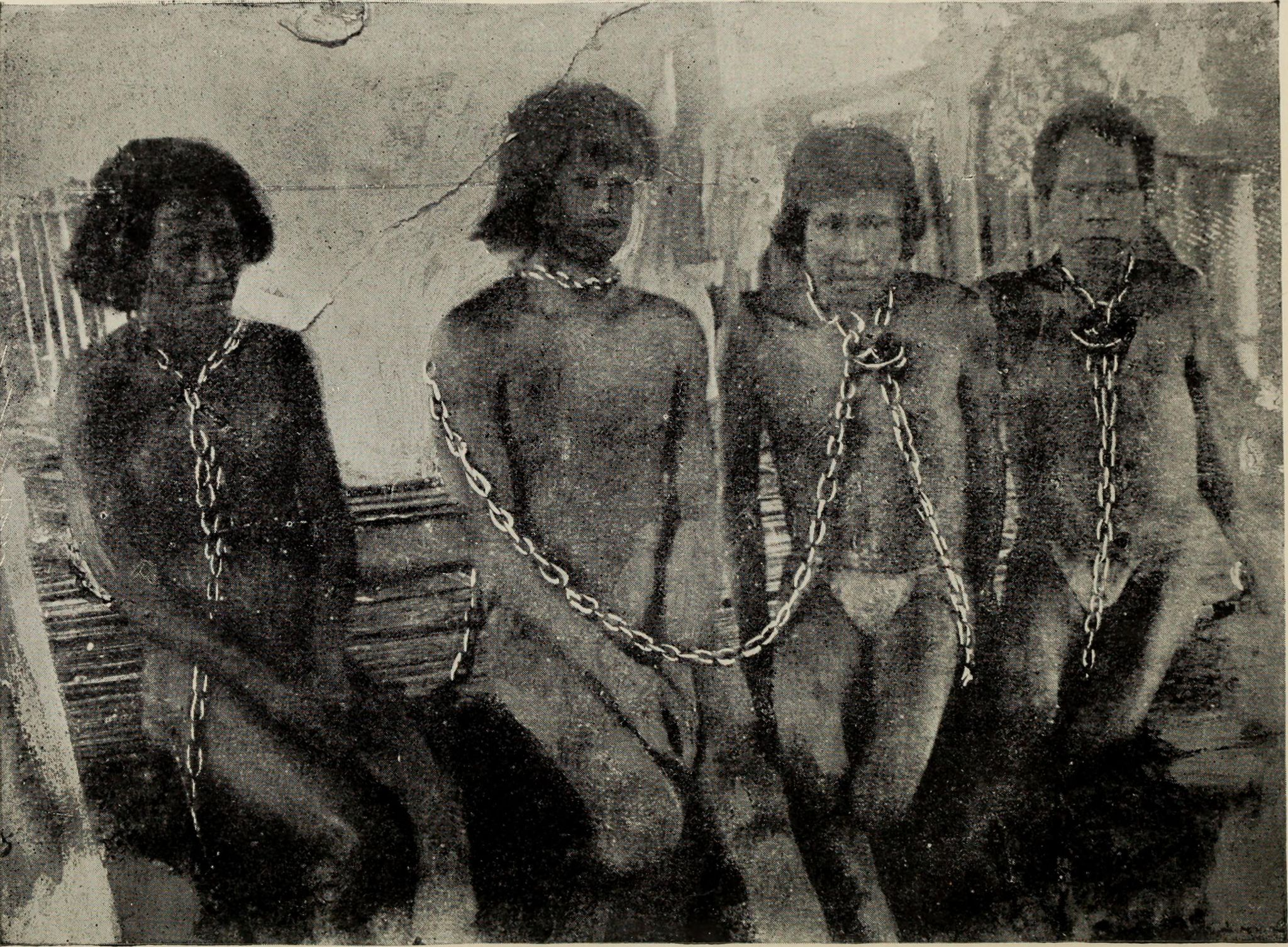
Порабощенные индейцы Амазонки, из Харденбург, Вальтер Эрнест: Путумайо, рай дьявола (1912).

Витото жили до конца XIX века в районе реки Путумайю.
Испытали катастрофическую депопуляцию в начале XX века, в годы каучукового бума, когда их численность сократилась на порядок.

## Население
Общая численность — около 20 000 человек.

## Язык
Язык принадлежит к бора-уитотской языковой семье. Распространён также испанский язык.

## Мировоззрение
Основанный на мифах уитото, мир состоит из пяти частей. В середине человеческий мир. Уитото упоминается как Komini Iko или Anadiko, что означает что-то вроде «низший». Его также называют никарани — мечта, образ мечты. Над этим средним миром два неба. Первое небо, которое уитото называет бико, в мифе снова подразделяется на три неба. Среднее небо олицетворяет царство Солнца Husiniamui (Husiniamui ibirei). Выше лежит светлое небо Reredeikoв то время как под миром Husiniamuis находится красное небо Hiarereiko, его можно видеть с земли. Над первым небом находится самое высокое небо, где обитает волшебное существо, похожее на паука (Siinamo), о котором Прейс больше ничего не мог узнать. Среди мира людей находится первый подземный мир, мир предков уитото, также называемый Окинуема ибирей. Слово Окинуемаздесь стоит один из самых важных мифологических предков уитото. В это место, где живут остальные предки, вернутся уитото после смерти. Души изгнанных людей попадают на небеса в Хусиниамуи. В рамках первого подземного мира жительства праотца, самый низкий мир, который лежит Hudyarai или Igori наполнен огнём. Люди поднялись на поверхность через пещеру на востоке. Место восхождения пещеры также приравнивается к месту восхода (Biko Buadiagomei). Соседние племена, живущие на востоке, считаются прямыми предками уитото (муйнане) (Preuss 1921, p. 49.).

## Фестивали
Все праздники Уитото носят религиозный характер, хотя иногда они танцуют для развлечения. У уитото следующие фестивали:
- Окима, праздник Манихота и предков
- uike, фестиваль игры в мяч
- дядико, танцующий на одноимённой танцевальной елке
- Уаре, фестиваль по производству щелевых барабанов
- Eianyo, фестиваль плача
- бай, праздник, который отмечается после наслаждения человеческой плотью
- Мени, праздник ловли души
- Рафуэ, похороны